# Cerisy-Belle-Étoile
Cerisy-Belle-Étoile település Franciaországban, Orne megyében. Lakosainak száma 706 fő (2022. január 1.). Cerisy-Belle-Étoile Caligny, La Bazoque, La Lande-Patry, Landisacq, Montsecret-Clairefougère és Saint-Pierre-d’Entremont községekkel határos.

## Népesség
A település népességének változása:
| Lakosok száma | 720  | 730  | 789  | 724  | 719  | 714  | 713  | 709  | 706  |
|               | 2013 | 2015 | 2016 | 2017 | 2018 | 2019 | 2020 | 2021 | 2022 |